# Comuna de Ciepłowody
Ciepłowody (polaco: Gmina Ciepłowody) é uma gminy (comuna) na Polónia, na voivodia de Baixa Silésia e no condado de Ząbkowicki. A sede do condado é a cidade de Ciepłowody.
De acordo com os censos de 2004, a comuna tem 3211 habitantes, com uma densidade 41,4 hab/km².

## Área
Estende-se por uma área de 77,53 km², incluindo:
- área agricola: 77%
- área florestal: 14%

## Demografia
Dados de 30 de Junho 2004:
|                      | Total   | Total | Mulheres | Mulheres | Homens  | Homens |
| -------------------- | ------- | ----- | -------- | -------- | ------- | ------ |
|                      | pessoas | %     | pessoas  | %        | pessoas | %      |
| População            | 3211    | 100   | 1610     | 50,1     | 1601    | 49,9   |
| Densidade (pop./km²) | 41,4    | 100   | 20,8     | 20,8     | 20,7    | 20,7   |

De acordo com dados de 2002, o rendimento médio per capita ascendia a 1732,75 zł.

## Subdivisões
- Baldwinowice, Brochocin, Cienkowice, Ciepłowody, Czesławice, Dobrzenice, Jakubów, Janówka, Karczowice, Kobyla Głowa, Muszkowice, Piotrowice Polskie, Stary Henryków, Targowica, Tomice, Wilamowice.

## Comunas vizinhas
- Kondratowice, Niemcza, Strzelin, Ząbkowice Śląskie, Ziębice